# Nea Moni
Nea Moni (gr. Νέα Μονή – Nowy Klasztor) – klasztor bizantyjski położony na greckiej wyspie Chios. Klasztor należy do najważniejszych zabytków architektury bizantyjskiej na greckich wyspach.
W 1990 roku został wpisany wraz z klasztorami  Dafni i  Osios Lukas na listę światowego dziedzictwa UNESCO.

## Historia
Klasztor został ufundowany około 1045 przez cesarza Konstantyna IX Monomacha na miejscu odnalezienia cudownej ikony Matki Boskiej. W czasach swojej świetności należał do najbogatszych klasztorów w całej Grecji. Mieszkało w nim około 600 mnichów. Ściany klasztoru zdobiły liczne mozaiki. 
Podczas wojny o niepodległość Grecji w 1822 Turcy dokonali tu masakry wszystkich mnichów oraz wielu mieszkańców wyspy, którzy schronili się w klasztorze przed inwazją. Z tego powodu Nea Moni jest dziś dla Greków sanktuarium pamięci narodowej. W murach klasztoru zwiedzającym udostępnione jest ossuarium – kaplica ze szczątkami ofiar rzezi. Turcy splądrowali kompleks powodując znaczne zniszczenia zabudowań klasztornych.
Znaczna część mozaik została zniszczona lub poważnie uszkodzona podczas trzęsienia ziemi w 1881, w tym znajdująca się na pierwotnej kopule mozaika przedstawiająca Pantokratora.
W 1990 roku został wpisany wraz z klasztorami Dafni i Osios Lukas na listę światowego dziedzictwa UNESCO.

## Kompleks klasztorny

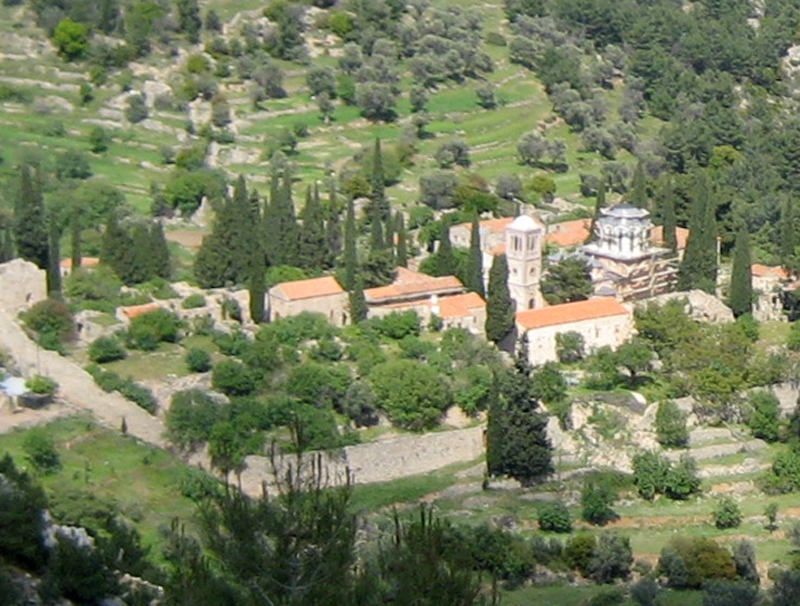
Klasztor Nea Moni

Oprócz kościoła klasztornego w skład kompleksu klasztornego wchodzą refektarz i sklepione cysterny na wodę, a także ossuarium – kaplica ze szczątkami ofiar rzezi z 1822. Dzwonnica została wzniesiona po trzęsieniu ziemi. W narteksie kościoła zachowały się freski. Najważniejszymi dziełami sztuki są jednak mozaiki, które przetrwały trzęsienie ziemi w 1881 i zachowały się w dobrym stanie do dziś. 
Mozaiki w narteksie przedstawiają dwudziestu ośmiu świętych czczonych na Chios. Po bokach przedstawiono sceny umywania nóg apostołom i zdrady Judasza. W kopule mieścił się niegdyś cały cykl Życie Jezusa, lecz trzęsienie ziemi przetrwały tylko mozaiki Chrzest, Ukrzyżowanie, Zdjęcie z Krzyża i Zmartwychwstanie oraz wizerunki ewangelistów Marka i Jana. W apsydzie przedstawiono Matkę Boską.